# Antennoleon carsonensis
Antennoleon carsonensis är en insektsart som beskrevs av Tim R. New 1985. Antennoleon carsonensis ingår i släktet Antennoleon och familjen myrlejonsländor. Inga underarter finns listade i Catalogue of Life.